# Infidelity (Simply Red)
Infidelity è un singolo del gruppo musicale britannico Simply Red, il secondo estratto dall'album Men and Women nel 1987.

## Tracce
7" Single
1. Infidelity – 4:08
2. Lady Godiva's Room – 2:53

12" Single
1. Infidelity (Stretch Mix) – 5:24
2. Love Fire (Massive Red Mix) – 5:22
3. Lady Godiva's Room – 2:54

## Classifiche
| Classifica (1987) | Posizione massima |
| ----------------- | ----------------- |
| Australia         | 54                |
| Belgio (Fiandre)  | 34                |
| Irlanda           | 13                |
| Italia            | 22                |
| Nuova Zelanda     | 26                |
| Paesi Bassi       | 57                |
| Regno Unito       | 31                |
| Spagna            | 23                |